# Tervel (Bulgaria)
Tervel (in bulgaro Тервел?) è un comune bulgaro situato nel distretto di Dobrič di 28 788 abitanti (dati 2009).

## Località
Il comune è formato dall'insieme delle seguenti località:
- Tervel (sede comunale)
- Angelarij
- Balik
- Bezmer
- Bonevo
- Božan
- Brestnica
- Čestimensko
- Glavanci
- Gradnica
- Guslar
- Kableškovo
- Kladentsi
- Kočmar
- Kolarci
- Mali izvor
- Nova Kamena
- Onogur
- Orljak
- Polkovnik Savovo
- Pop Gruevo
- Profesor Zlatarski
- Sărnec
- Vojnikovo
- Zărnevo
- Žeglarci